# 510'erne f.Kr.
Århundreder: 7. århundrede f.Kr. – 6. århundrede f.Kr. – 5. århundrede f.Kr.
Årtier: 560'erne f.Kr. 550'erne f.Kr. 540'erne f.Kr. 530'erne f.Kr. 520'erne f.Kr. – 510'erne f.Kr. – 500'erne f.Kr. 490'erne f.Kr. 480'erne f.Kr. 470'erne f.Kr. 460'erne f.Kr.
År: 519 f.Kr. 518 f.Kr. 517 f.Kr. 516 f.Kr. 515 f.Kr. 514 f.Kr. 513 f.Kr. 512 f.Kr. 511 f.Kr. 510 f.Kr.

## Begivenheder
- 519 f.Kr.: Zhou Jing Wang bliver konge af Zhou-dynastiet.[1]